# Tetraconcha banzyvilliana
Tetraconcha banzyvilliana is een rechtvleugelig insect uit de familie sabelsprinkhanen (Tettigoniidae). De wetenschappelijke naam van deze soort is voor het eerst geldig gepubliceerd in 1909 door Griffini.